# Henschel Hs 124
O Henschel Hs 124 foi um caça-bombardeiro protótipo alemão, construído pela Henschel. Após duas unidades serem construídas (V1 e V2), os trabalhos na aeronave pararam após o estado alemão preferir o Messerschmitt Bf 110.